# Tissage

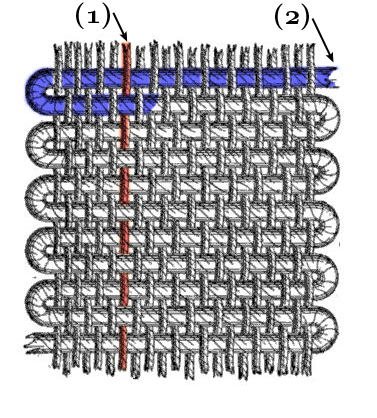
Fil de chaîne (1) et fil de trame (2).

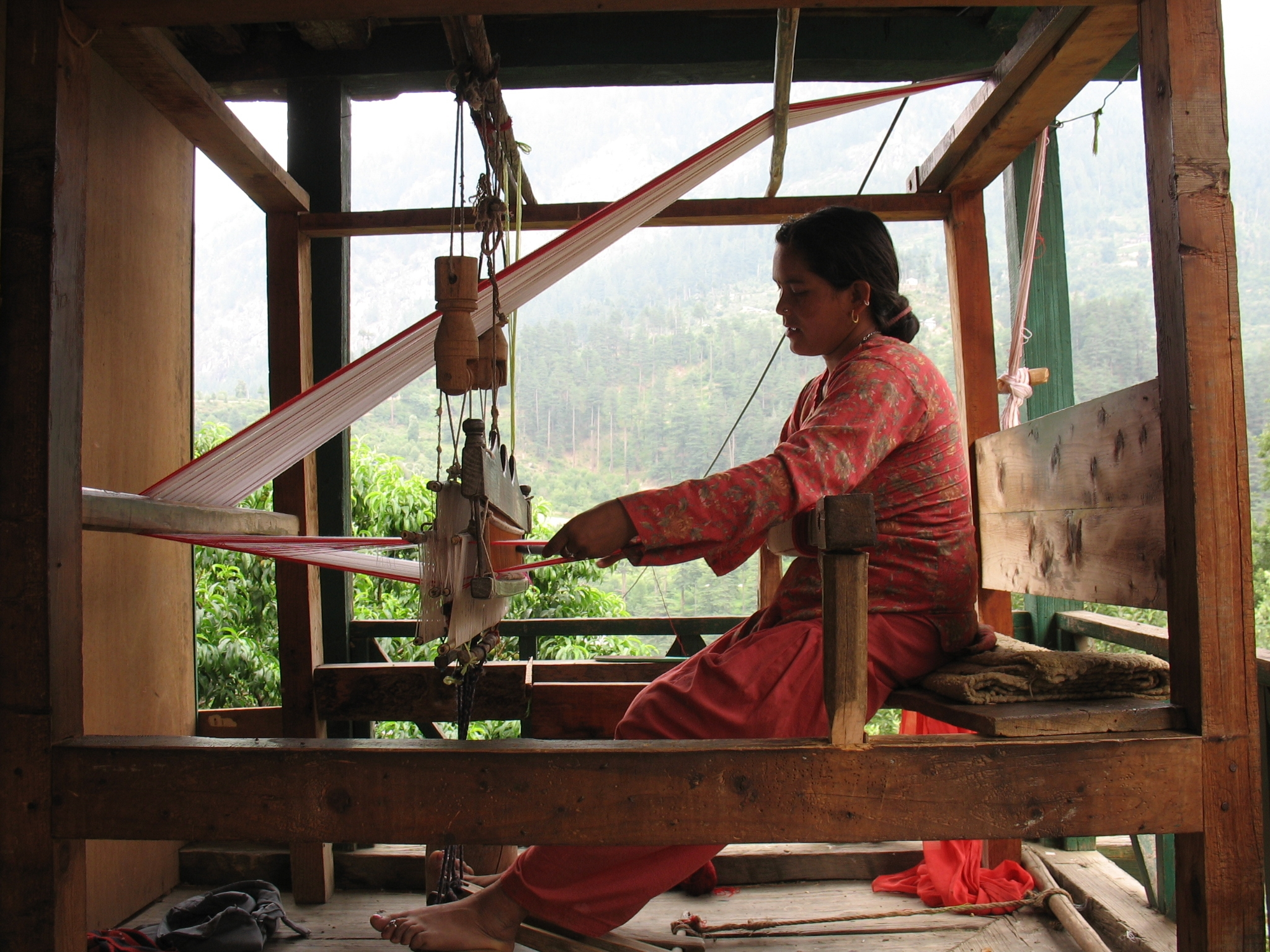
Femme indienne tissant avec un métier à tisser manuel.

Le tissage est un procédé de production d'étoffe au cours duquel ont entrelace deux nappes de fils : les fils de chaîne et les fils de trame.
L'étoffe ainsi obtenue est appelée tissu, ou chaîne et trame.

## Terminologie
On distingue plusieurs termes spécifiques au tissage :
- les fils de chaîne, ou chaîne : il s'agit de l'ensemble des fils qui sont tendus devant l'opérateur lors du tissage[1]. Ils correspondent aux fils verticaux quand on déroule le rouleau de tissu, et leur direction indique le droit-fil[2].
- les fils de trame, ou fil de remplissage ou trame : il s'agit des fils qui sont passés entre les fils de chaîne, à l'horizontale de l'opérateur lors du tissage[1]. Ils correspondent aux fils horizontaux quand on déroule le rouleau de tissu[2]. On appelle duite le passage d'un fil de trame[2].
- l'armure désigne la façon dont on tisse ensemble les fils de chaîne et les fils de trame[2].

Le tissage s'effectue sur un métier à tisser, qui permet de manipuler facilement les fils de chaîne et les fils de trame. D'autres méthodes existent également, comme par exemple le tissage aux tablettes.

## Technique du tissage
Le tissage sur métier s'effectue en deux parties :
- la préparation de la chaîne : au cours de cette étape, les fils de chaîne sont organisés et rentrés un à un dans le métier à tisser, selon un ordre précis qui permet de reproduire l'armure souhaitée ;
- le tissage : en actionnant le métier, les fils de chaîne s'écartent selon l'ordre défini lors de la préparation pour laisser passer le fil de trame.

## Techniques de tissage hors Occident
Des techniques de tissage au doigt existent également. L'entrelacement, principale technique de tissage au doigt, utilise des couches de fils passant entre les fils de chaîne tendus entre deux barres. Les Maoris utilisent de nombreuses variantes de tissage au doigt pour fabriquer des manteaux, et cet art est particulièrement développé chez les Amérindiens du nord. Une autre technique au doigt est le tressage.

## Histoire

### Préhistoire
Les premières traces de tissage concernent des nattes et des paniers, des réalisations qui utilisent des matériaux trouvables dans la nature sans nécessiter de filature. Concernant des vêtements, tissés à partir de fils, on en trouve de premières apparitions en Europe dès le XVIIIè siècle av. J.-C. 
Le développement du tissage est probablement mis au point avant le XIe millénaire et précède le filage. En effet, les premières cultures entrelacent avec les doigts de longues tiges fibreuses (généralement de l'osier) avant d'apprendre à réaliser du fil continu. Cette période est considérée comme celle de la domestication des fibres. La première attestation de l'utilisation d'un métier à tisser vertical se trouve sur une poterie de l'Égypte antique datant de 4400 av. J.-C.. 

### Antiquité
En Mésopotamie, entre le IIIe millénaire et le début du IIe millénaire av. J.-C., une activité artisanale, notamment des ateliers de tissage, est déjà bien attestée. À l'époque de la troisième dynastie d’Ur (entre 2112 et 2004 av. J.-C. environ), on a retrouvé des traces de grandes filatures dont la main-d'œuvre était féminine. L'activité des tisserandes est alors organisée en ateliers dotés d'une hiérarchie stricte (chefs d'équipe, intendants, contrôleurs rendant compte au pouvoir royal). Durant cette époque, la ville de Lagash a pu compter jusqu'à 6 400 tisserands.
En Grèce antique, le tissage est une activité principalement féminine. Dans la civilisation mycénienne, entre le XVe et le XIIIe siècle av. J.-C., les femmes filent et tissent. Au Ve siècle en Grèce centrale, on trouve dans les maisons des particuliers des métiers à tisser et la céramique attique à figures rouges montre des femmes tissant sur ces métiers. D'après M.-C. Amouretti et F. Ruzé, ce sont « des grands métiers verticaux qui nécessitent de pénibles allées et venues [sous-entendu : pour passer les fils de trame dans les fils de chaîne] ». Au IVe siècle av. J.-C., l'historien grec Hérodote remarque, pendant ses voyages en Égypte, que dans ce pays ce sont les hommes qui tissent, tandis qu'en Grèce ce sont les femmes. À Athènes pendant l'époque classique, le tissage est placé sous le patronage de la déesse Athéna. À l'époque hellénistique, dans l'Égypte dirigée par les Lagides, les ateliers de tissage, comme la plupart des domaines artisanaux, font l'objet d'un contrôle partiel de la part de l'État royal qui lève sur eux un impôt.

### Moyen Âge
Au Moyen Âge, en Europe, la technique du tissage est couramment pratiquée au sein d'une variété croissante de techniques de travail du textile. La production artisanale textile est très développée et intégrée à un commerce avec des pays lointains. Le tissage connaît des améliorations techniques entre le Xe et le XIVe siècle, avec l'apparition du métier à tisser horizontal à marches et du métier à la tire pour les soieries façonnées. Sur un métier à tisser à marches, le mouvement des lisses est entraîné par un jeu de pédales, ce qui accélère beaucoup la production.

### Époques moderne et contemporaine

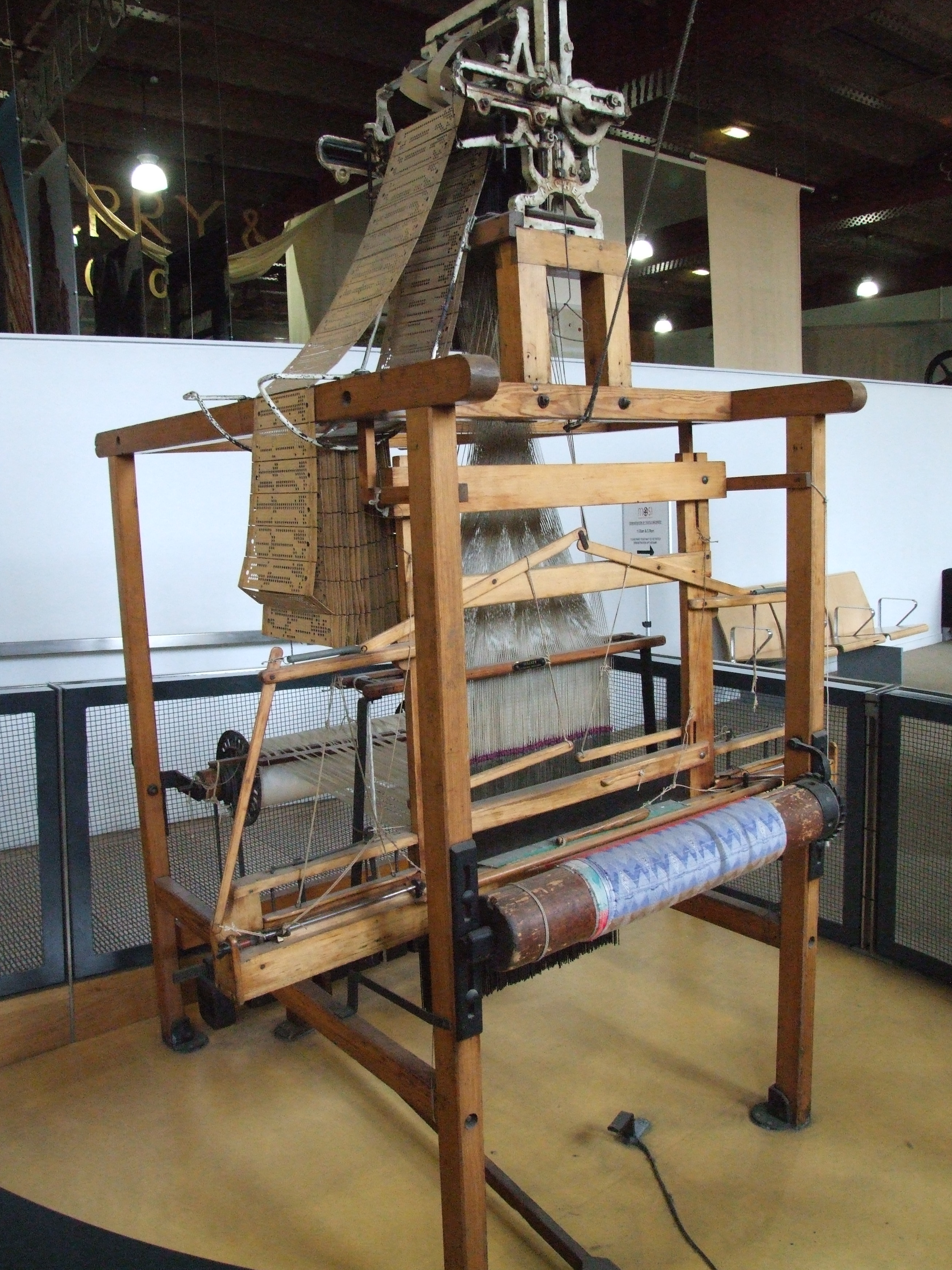
Métier Jacquard conservé au Musée de la science et de l'industrie à Manchester (Royaume-Uni).

Au XVIIIe siècle, en Europe, les tisserands travaillent sur des métiers à tisser de plus en plus complexes. En France, plusieurs étapes importantes dans l'amélioration du métier à tisser sont marquées par les inventions de Basile Bouchon en 1725, Jean-Baptiste Falcon en 1728 et Jacques Vaucanson en 1740. L’Encyclopédie dirigée Diderot et D'Alembert, qui donne une large place à l'artisanat et aux techniques dans les volumes de textes et les volumes de planches, reflète l'état de l'artisanat du tissage au début de la seconde moitié du XVIIIe siècle.
C'est cependant au tout début du XIXe siècle que le domaine du tissage connaît un bouleversement technique décisif avec l'invention du métier Jacquard par Joseph Marie Jacquard à Lyon en 1801. Le métier Jacquard permet d'automatiser entièrement la production de textiles, y compris des motifs complexes, grâce à un système de cartes perforées. L'automatisation de la production met au chômage de nombreux ouvriers, d'où en France la révolte des canuts de 1831.

## Tissage à bras
Le tissage sur métier à tisser manuel (tissage à bras) apparaît dans l’Inventaire du patrimoine culturel immatériel en France. C’est une pratique reconnue notamment dans les métiers d’art. L’Inventaire fait part de la technique de l’Atelier Aux Fils de Larz en Bretagne (Peillac, Morbihan), créé en 1976.
Le processus de tissage commence tout d’abord par le choix de la fibre. Il peut s'agir de chanvre, soie, lin, laine, coton, cachemire… Il faut le choisir en fonction de la demande, soit une reproduction d’étoffe existante, soit la création d’une nouvelle texture.

Le métier à tisser est ensuite préparé au tissage. Cela commence par l’ourdissage des chaînes (préparation des fils de chaîne selon un certain ordre et enroulage de ces derniers parallèlement entre eux). L'ourdissage est suivi par le pliage qui consiste à transférer la chaîne ourdie du tambour de l'ourdissoir au rouleau arrière (ou ensouple) du métier à tisser. C’est ensuite l’étape de l’enfilage (ou remettage en soierie). 

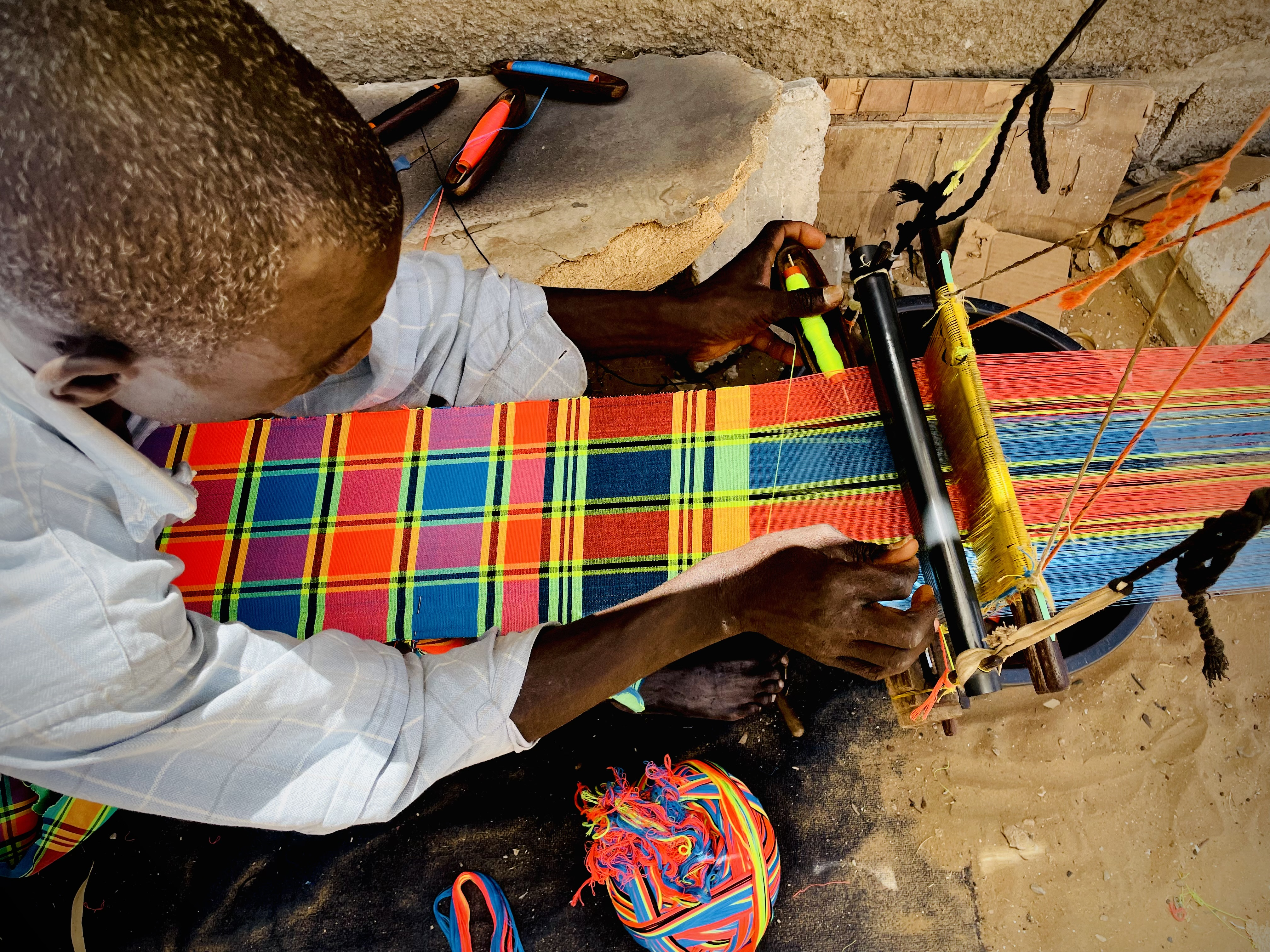
Un tisserand sénégalais fabricant avec son métier à tisser un pagne traditionnel "serou rabal".

 Chaque fil de chaîne dans les lisses et ce en fonction de l’armure choisie (mode d’entrecroisement des fils). Il y a trois types d’armure possible : la toile, le sergé et le satin. Les fils qui constitueront la trame (largeur du tissu) sont ensuite enroulés sur des canettes.
Après la préparation du métier, le tissage peut commencer. Le procédé se fera comme tel : les fils de trame croiseront perpendiculairement les fils de chaîne et le tout sera resserré par le peigne. Cela forme le tissu, qui est ensuite lavé et repassé.

## Importance culturelle et représentations dans les arts

### Religions et mythologies

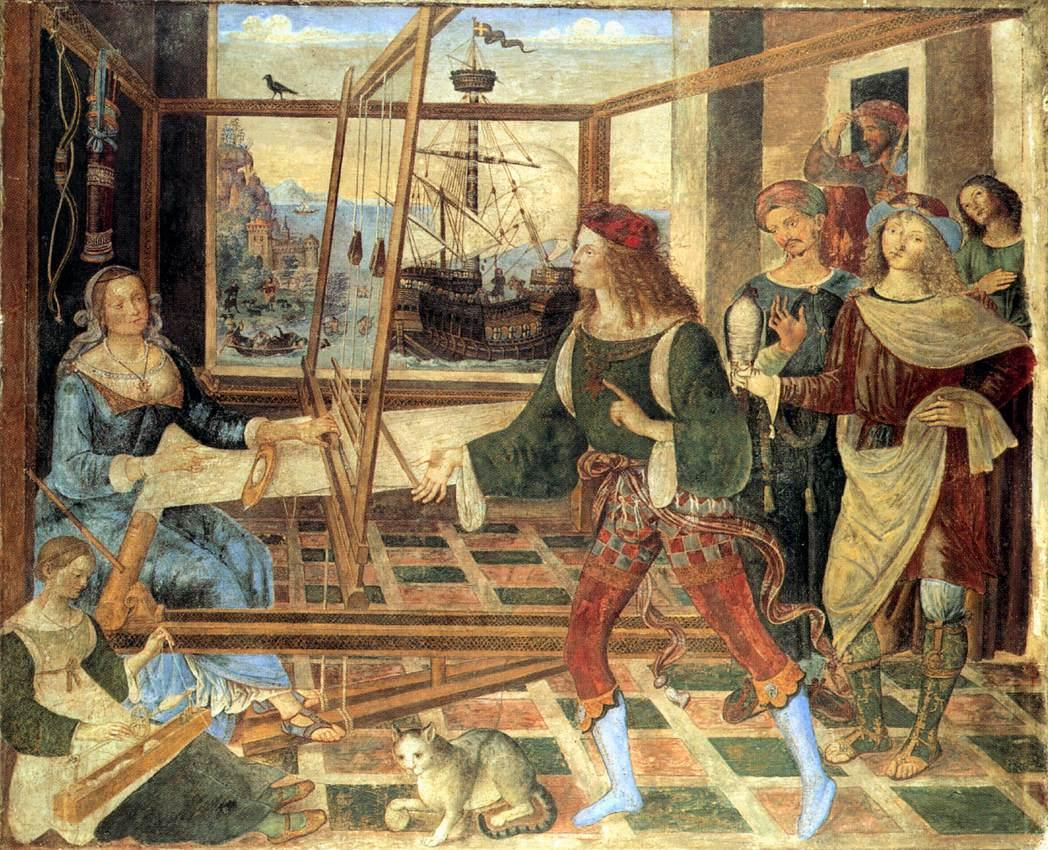
Le Retour d'Ulysse, tableau de Pinturicchio (1508-1509), National Gallery (Londres).

Dans la mythologie grecque, l'art du tissage apparaît dans plusieurs mythes. L'Athénienne Arachné est si excellente tisseuse qu'elle se prétend meilleure qu'Athéna elle-même, qui la défie. Athéna déchire l'œuvre d'Arachné lors du concours et la métamorphose en araignée. Dans un autre mythe, Procné, enlevée et séquestrée par le roi Térée qui lui coupe la langue pour l'empêcher de révéler ce qu'il lui a fait, parvient à prévenir sa sœur Philomèle en lui adressant un message qu'elle tisse sur un vêtement. Dans l’Odyssée, Pénélope, femme d'Ulysse, est courtisée en l'absence de son mari par de nombreux prétendants, mais elle parvient à gagner du temps en feignant de tisser un suaire pour Laërte, le père d'Ulysse. Chaque jour, elle se montre en train de tisser à son métier, mais, la nuit, à la lueur des torches, elle défait ce qu'elle a fait dans la journée. Les prétendants finissent par découvrir la ruse, mais Ulysse est de retour peu après.
L'opération du tissage apparaît fréquemment comme un symbole de la maîtrise des destinées humaines. Les Moires de la mythologie grecque sont trois femmes qui filent, tissent et coupent les fils qui représentent les vies des mortels. Chez les Romains, ce sont les Parques. Zeus, maître des dieux, réfléchit également aux destinées humaines et les agence d'une façon qui est elle aussi comparée à l'art du tissage.
Dans la mythologie nordique, les trois Nornes sont également des tisseuses. Leur métier à tisser est évoqué notamment dans la saga de Njáll le Brûlé.
Dans la mythologie germanique et les récits en vieil anglais comme l'épopée Beowulf, les Völva sont des sorcières qui, entre autres, sont qualifiées de « tisseuses de paix », parce que leur magie leur permettrait d'arrêter les armées et plus prosaïquement parce qu'elles sont des femmes mariées qui tissent les liens entre les familles.

### Contes
Dans la légende chinoise antique Le Bouvier et la Tisserande, un jeune homme épouse une femme qui s'avère être l'une des sept tisserandes des nuages.
Le conte danois Les Cygnes sauvages (Andersen) est centré sur le filage et tissage d'orties par une jeune princesse bannie, pour confectionner des manteaux qui permettront à ses frères de reprendre forme humaine. 
De nombreux contes mettent en scène diverses opérations liées au travail du tissu, dont l'opération du filage de la laine, qui précède le tissage.

### Littérature
Le roman de science-fiction Des milliards de tapis de cheveux, de l'écrivain allemand Andreas Eschbach, publié en 1995, imagine un empire galactique dans lequel, par tradition, les hommes tissent des tapis avec les cheveux de leurs épouses ou concubines et les envoient à l'empereur en signe d'allégeance afin qu'il en décore son Palais des étoiles.

#### Techniques
- (en) Ann M Collier, A Handbook of Textiles, Pergamon Press, 1974, 258 p. (ISBN 0-08-018057-4 et 0-08-018056-6)
- (en) William H. Dooley, Textiles, Boston, D.C. Heath and Co., 1914, Project Gutenberg éd. (lire en ligne)

#### Histoire et place dans la culture
- M.-C. Amouretti, F. Ruzé, Le Monde grec antique, Paris, Hachette, coll. "Supérieur", édition 2003 et 2011 (SUDOC 154956635)
- Françoise Frontisi-Ducroux, Ouvrages de dames. Ariane, Hélène, Pénélope..., Paris, Seuil, 2009.
- Claude Gauvard, Alain de Libera et Michel Zink (dir.), Dictionnaire du Moyen Âge, Paris, Presses universitaires de France, 2002.
- Ionna Papadopoulo-Belmehdi, Le Chant de Pénélope. Poétique du tissage féminin dans l'Odyssée, Paris, Belin, coll. « L'Antiquité au présent », 1994, 256 p.  (ISBN 270111764X).
- John Scheid et Jasper Svenbro, Le Métier de Zeus. Mythe du tissage et du tissu dans le monde gréco-romain, Errances, collection « Sciences humaines et sociales », 2003.  (ISBN 9782877722414)